# Грандићи (Фоча)
Грандићи су насељено мјесто у општини Фоча, Република Српска, БиХ. Према попису становништва из 1991. у насељу је живјело 190 становника.

## Географија
Грандићи се налазе у Општини Фоча (РС), у Херцеговини, на обронцима Зеленгоре

## Становништво
| Демографија | Демографија | Демографија |
| Година      | Становника  | Становника  |
| ----------- | ----------- | ----------- |
| 1991.       | 190         |             |